# Listă de filme idol: O
Aceasta este o listă de filme idol în ordine alfabetică. Vedeți Listă de filme idol pentru lista principală.
| Film                                                                                       | An   | Regizor          | Surse         |
| ------------------------------------------------------------------------------------------ | ---- | ---------------- | ------------- |
| Observe and Report                                                                         | 2009 | Jody Hill        | [ 1 ]         |
| Office Space                                                                               | 1999 | Mike Judge       | [ 2 ]         |
| Oldeuboi (Oldboy)                                                                          | 2003 | Park Chan-wook   | [ 3 ]         |
| Los Olvidados (The Young and the Damned)                                                   | 1950 | Luis Buñuel      | [ 4 ]         |
| The Omega Man                                                                              | 1971 | Boris Sagal      | [ 5 ]         |
| On Her Majesty's Secret Service                                                            | 1969 | Peter R. Hunt    | [ 4 ]         |
| One Million Years B.C.                                                                     | 1966 | Don Chaffey      | [ 6 ]         |
| One-Eyed Jacks                                                                             | 1961 | Marlon Brando    | [ 4 ]         |
| Operatsiya "Y" i Drugie Priklyucheniya Shurika (Operation Y and Shurik's Other Adventures) | 1965 | Leonid Gaidai    | [ 7 ]         |
| The Opposite of Sex                                                                        | 1998 | Don Roos         | [ 8 ] [ 9 ]   |
| Orfeu Negro (Black Orpheus)                                                                | 1959 | Marcel Camus     | [ 10 ] [ 11 ] |
| Orgazmo                                                                                    | 1997 | Trey Parker      | [ 12 ]        |
| Orphée (Orpheus)                                                                           | 1950 | Jean Cocteau     | [ 13 ]        |
| Out of the Past                                                                            | 1947 | Jacques Tourneur | [ 14 ]        |
| Outrageous!                                                                                | 1977 | Richard Benner   | [ 14 ]        |
| Over the Edge                                                                              | 1979 | Jonathan Kaplan  | [ 4 ] [ 15 ]  |
| Overboard                                                                                  | 1987 | Garry Marshall   | [ 16 ]        |